# Шибаев, Александр Аркадьевич
Алекса́ндр Арка́дьевич Шиба́ев (род. 15 сентября 1961, Калинин) — советский и российский футболист, игрок в мини-футбол; тренер. Мастер спорта СССР (1986).

## Биография
Воспитанник калининской «Волги», первый тренер — Юрий Анатольевич Певцов.
Выступления в командах мастеров начал в 1979 году в «Волге». Следующие два сезона провёл в местной «Ракете», в 1982—1984 — вновь в «Волге».
В 1985 году Шибаева пригласили в московский «Спартак» на место Олега Романцева, где за два сезона он провёл 22 игры.
В 1987—1989 годах в командах мастеров не выступал, в 1987 году работал тренером в ДЮСШ «Крылья Советов» Москва. В 1990 году провёл один матч в Кубке СССР — 1/16 финала, первый матч против рижской «Даугавы».
1991 год отыграл в команде второй лиги «Ворскла» Полтава — 33 игры.
В 1992 году в «Спартаке» сыграл только один матч — 14 мая провёл первый тайм в гостевом матче против «Зенита» (0:2). Вторую половину сезона провёл в «Динамо-Газовике» Тюмень.
С первого чемпионата России по мини-футболу начал играть в московском «Спартаке», отыграл за клуб три сезона. В «большом» футболе выступал за «Интеррос» Московский (1993), «Сатурн» Раменское (1994), «Волгу» Тверь (1996).
После окончания карьеры игрока работал тренером в латвийском «Динабурге» (сентябрь — ноябрь 1998), мини-футбольном «Норильском никеле» (1999—2001), мини-футбольной студенческой сборной России (2000).
С 2002 года — в мини-футбольном клубе «Динамо» Москва:
- 2002 — май 2005 — тренер.
- май 2005 — январь 2006, март 2006 — январь 2008 — главный тренер.
- январь — март 2006 — старший тренер.

Сын Александр — профессиональный хоккеист.

## Достижения
- Чемпионат СССР:

Серебряный призёр (1985)
Бронзовый призёр (1986)
- Чемпионат России:

Чемпион (1992)